# Plectorrhiza erecta
Plectorrhiza erecta är en orkidéart som först beskrevs av Robert Desmond David Fitzgerald, och fick sitt nu gällande namn av Alick William Dockrill. Plectorrhiza erecta ingår i släktet Plectorrhiza och familjen orkidéer.
Artens utbredningsområde är Lord Howeön. Inga underarter finns listade i Catalogue of Life.